# Vi som går köksvägen (film, 1934)
Vi som går köksvägen (engelska: Servants' Entrance) är en musikalkomedifilm från 1934 med Janet Gaynor. Manus skrevs av Samson Raphaelson från Sigrid Boos roman och Frank Lloyd regisserade, efter förebild från en tecknad film av Walt Disney i vilken Gaynor sjunger en sång, ett tidigt exempel på blandning av otecknad film och tecknad. Många kritiker menade att detta var charmigt.
Filmen är en adaption av Sigrid Boos norska roman Vi som går kjøkkenveien från 1930 vars handling i sin tur är nästan identisk med Eleanor Hoyt Brainerds roman How Could You, Jean?  från 1917. Brainerds roman hade 1918 filmatiserats, med Mary Pickford. Handlingen var starkt identisk med tidigare film; då New York Times kommenterade, "tydligen var den gamla Pickford-komedin redan glömt, och ingen anklagelse om upphovsrättsöverträdelse lämnades in."

## Rollista
- Janet Gaynor som Hedda Nilsson/Helga Brand
- Lew Ayres som Erik Langstrom
- Ned Sparks som Hjalmar Gnu
- Walter Connolly som Viktor Nilsson
- Louise Dresser som Mrs. Hanson
- G. P. Huntley som Karl Berghoff
- Astrid Allwyn som Sigrid Hanson
- Sig Ruman som Hans Hansen
- John Qualen som Detektiv
- Catherine Doucet som Anastasia Gnu

### Fotnoter
1. ↑  ”How Could You, Jean? (1918)”. New York Times. http://movies.nytimes.com/movie/95819/How-Could-You-Jean-/overview?scp=1&sq=%22how%20could%20you%20jean%22&st=cse. Läst 18 augusti 2010.